# Agrostis wacei
Agrostis wacei é uma espécie de gramínea do gênero Agrostis, pertencente à família Poaceae.